# Quảng Châu Loan
Quảng Châu Loan (tiếng Pháp: Kouang-Tchéou-Wan, tiếng Trung: 廣州灣), hoặc Lãnh thổ Quảng Châu Loan (tiếng Pháp: Territoire de Kouang-Tchéou-Wan) là một vùng lãnh thổ nằm ở ven bờ đông bán đảo Lôi Châu tỉnh Quảng Đông, Trung Quốc. Khu vực này từ năm 1898 là nhượng địa của Pháp ký với nhà Thanh với hạn kỳ 99 năm nhưng đến năm 1946 thì đã hoàn lại chính phủ Trung Hoa. Nay vùng đất này thuộc địa cấp thị Trạm Giang, tỉnh Quảng Đông.

## Lịch sử
Về mặt hành chính Quảng Châu Loan trực thuộc thống sứ Bắc Kỳ nhưng hưởng quy chế riêng chứ không sáp nhập vào Bắc Kỳ. Thuộc địa này sơ khởi được gọi là Fort Bayard, có Ủy viên (Commissaire) cai quản. Kể từ năm 1900 Quảng Châu Loan là một trong 6 xứ trong Liên bang Đông Dương.
Năm 1946 sau Chiến tranh thế giới thứ hai Pháp trao trả Quảng Châu Loan lại cho chính phủ Trung Hoa Dân quốc theo hiệp ước ký kết ở Trùng Khánh ngày 28 Tháng Hai. Để bù lại việc Pháp trả các tô giới Quảng Châu Loan, Thượng Hải, Hán Khẩu, và Quảng Đông lại cho Trung Hoa, chính phủ của Tưởng Giới Thạch bằng lòng cho Quân đội Pháp vào Đông Dương, thay thế Quân đội Trung Hoa ở phía Bắc vĩ tuyến 16 để giải giới Quân đội Đế quốc Nhật Bản.

### Danh sách các Tổng công sứ (Ủy viên) Pháp tại Quảng Châu Loan[5]
1. Charles-Louis-Théobald Courrejolles: 1898 - 1900
2. Gustave Alby: 1900 - 1902
3. Théophile-Henri Bergès: 1902 - 1903
4. Gustave Alby: 1903 - 1906
5. Jean-Edme-Fernand Gautret: 1906 - 1908
6. Henri-Victor Sestier: 1908 - 1910
7. Paul-Edgard Dufrénil: 1910 - 1911
8. Jean-Ernest Moulié: 1911 - 1912
9. Pierre-Stéphane Salabelle: 1912
10. Henri-Jean-Auguste Caillard: 1912 - 1915
11. Marius-Albert Garnier: 1915 - 1919
12. Jean-Félix Krautheimer: 1919 - 1922
13. Paul-Marie-Alexis-Joseph Blanchard de la Brosse: 1922
14. Jean-Félix Krautheimer: 1922 - 1923
15. Paul-Michel-Achille Quesnel: 1923 - 1925
16. Paul-Marie-Alexis-Joseph Blanchard de la Brosse: 1925 - 1927
17. Louis-Félix-Marie-Édouard Rivet: 1927 - 1929
18. Achille-Louis-Auguste Sylvestre: 1929 - 1932
19. Pierre-Charles-Edmond Jabouille: 1932 - 1933
20. Paul Delamarre: 1933 - 1934
21. Maurice-Émile-Henri de Tastes: 1934 - 1936
22. Camille-Fernand Chapoulart: 1936 - 1937
23. Jacques-Henri-Paul Le Prevôt: 1937 - 1942
24. Louis-Frédéric-Claire-Guillaume Marty: 1942
25. Pierre-Marie-Jean Domec: 1942 - 1943
26. Nhật Bản chiếm đóng: 1943 - 1945